# Miyuki Kitagawa
Pour les articles homonymes, voir Kitagawa (homonymie).
Miyuki Kitagawa (Tokyo, 1er janvier 1967) est une mangaka et a notamment écrit le shōjo célèbre Forbidden Love. Elle vit actuellement à Tokyo. Miyuki est considérée comme une artiste majeure du shōjo (manga sentimental pour jeunes filles).